# Sección cónica

Los tres ejemplos de intersección de un plano con un cono: parábola (1), elipse y circunferencia (2) e hipérbola (3)

En matemática, y concretamente en geometría, se denomina sección cónica (o simplemente cónica) a todas las curvas resultantes de las diferentes intersecciones entre un cono recto y un plano; si dicho plano no pasa por el vértice, se obtienen las cónicas propiamente dichas elipse, parábola, hipérbola y circunferencia.
Las secciones cónicas en el plano euclídeo tienen varias propiedades distintivas, muchas de las cuales pueden utilizarse como definiciones alternativas.  Una de estas propiedades define una cónica no circular como el conjunto de aquellos puntos cuyas distancias a algún punto en particular, llamado foco, y a alguna línea en particular, llamada directriz, están en una proporción fija, llamada excentricidad'. El tipo de cónica viene determinado por el valor de la excentricidad. En geometría analítica, una cónica puede definirse como una curva algebraica plana de grado 2; es decir, como el conjunto de puntos cuyas coordenadas satisfacen una ecuación cuadrática en dos variables que puede escribirse de la forma {\displaystyle Ax^{2}+Bxy+Cy^{2}+Dx+Ey+F=0.} Las propiedades geométricas de la cónica pueden deducirse a partir de su ecuación.
En el plano euclídeo, los tres tipos de secciones cónicas parecen bastante diferentes, pero comparten muchas propiedades. Al extender el plano euclídeo para incluir una recta en el infinito, obteniendo un plano proyectivo, la diferencia aparente desaparece: las ramas de una hipérbola se encuentran en dos puntos en el infinito, lo que la convierte en una única curva cerrada; y los dos extremos de una parábola se encuentran para convertirla en una curva cerrada tangente a la recta en el infinito. Una mayor extensión, mediante la ampliación de las coordenadas real para admitir coordenadas complejo, proporciona los medios para véase esta unificación algebraicamente.

## Etimología
La primera definición conocida de sección cónica surge en la Antigua Grecia, cerca del año 340 a. C., (Menecmo) donde fueron definidas como secciones «de un cono circular recto». Los nombres de hipérbola, parábola y elipse se deben a Apolonio de Perge.
Actualmente, las secciones cónicas pueden definirse de varias maneras; estas definiciones provienen de las diversas ramas de la matemática como la geometría analítica, la geometría proyectiva, la geometría métrica,..

## Geometría euclidiana

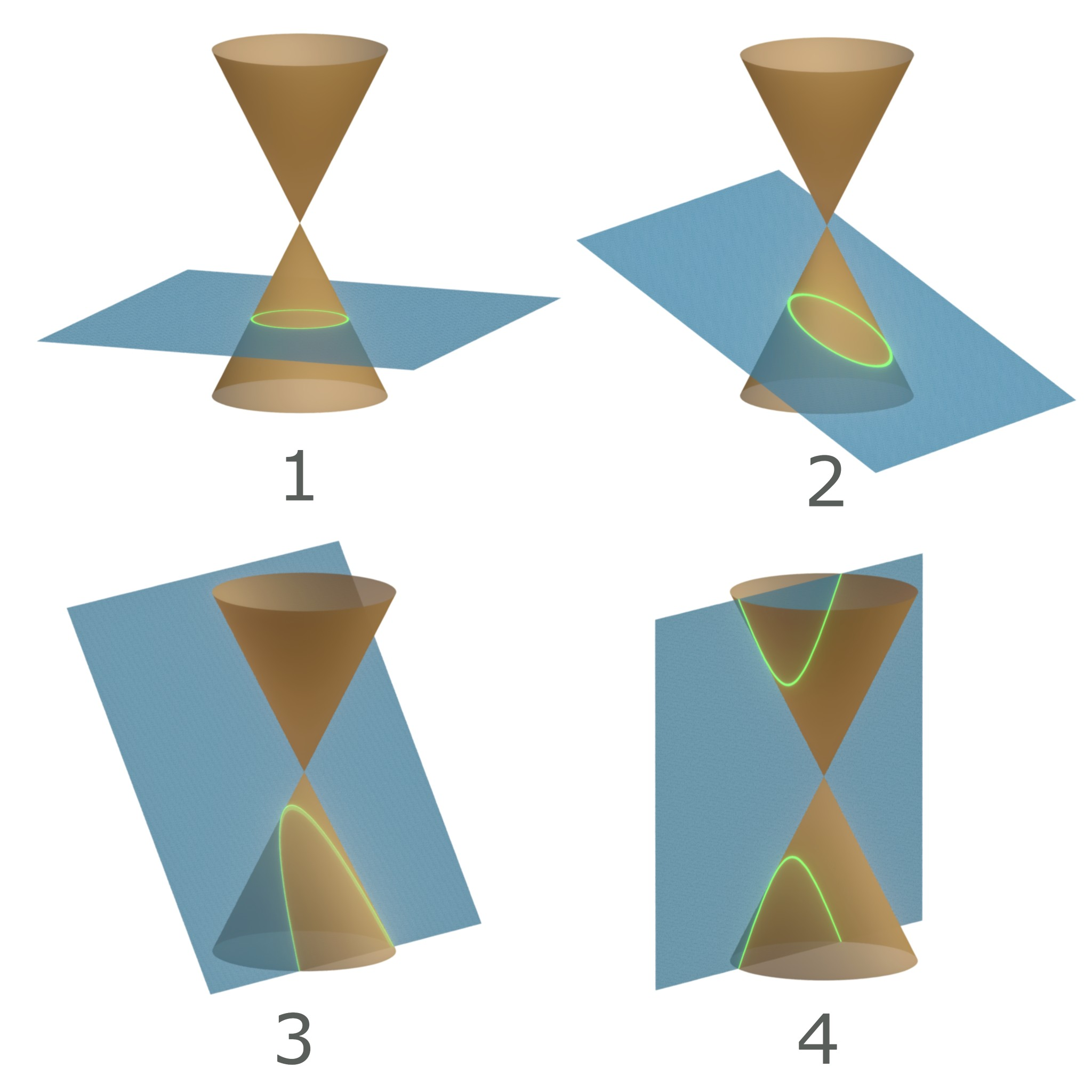
Tipos de secciones cónicas:
1: Círculo 2: Elipse
3: Parábola 4: Hipérbola

Las secciones cónicas se han estudiado durante miles de años y han proporcionado una rica fuente de resultados interesantes y bellos en geometría euclidiana.

### Definición
Una cónica es la curva obtenida como intersección de un plano, llamado plano de corte, con la superficie de un cono recto doble (un cono con dos nudos). Normalmente se asume que el cono es un cono circular recto para facilitar la descripción, pero esto no es necesario; cualquier cono doble con una sección transversal circular será suficiente. Los planos que pasan por el vértice del cono lo intersecan en un punto, una recta o un par de rectas. Se llaman cónicas degeneradas y algunos autores no las consideran cónicas en absoluto. A menos que se indique lo contrario, "cónica" en este artículo se referirá a una cónica no degenerada.
Hay tres tipos de cónicas: la elipse, la parábola y la hipérbola. El círculo es un tipo especial de elipse, aunque históricamente Apolonio lo consideraba un cuarto tipo. Las elipses surgen cuando la intersección del cono y el plano es una curva cerrada. La circunferencia se obtiene cuando el plano de corte es paralelo al plano de la circunferencia generatriz del cono; para un cono recto, esto significa que el plano de corte es perpendicular al eje. Si el plano de corte es paralelo a exactamente una recta generatriz del cono, entonces la cónica es no acotada y se denomina parábola. En el caso restante, la figura es una hipérbola: el plano interseca ambas mitades del cono, produciendo dos curvas separadas no acotadas.

### Excentricidad, foco y directriz
.

Ellipse (e = 1/2), parábola (e = 1) e hipérbola (e = 2) con foco fijo F y directriz L (e = ∞). El círculo rojo (e = 0) se incluye como referencia; no tiene directriz en el plano

Alternativamente, se puede definir una sección cónica puramente en términos de geometría plana: es el lugar geométrico de todos los puntos P cuya distancia a un punto fijo F (llamado foco) es un múltiplo constante (llamado excentricidad e) de la distancia de P a una línea fija L (llamada directriz).
Para 0 < e < 1 obtenemos una elipse, para e = 1 una parábola, y para e > 1 una hipérbola.
Un círculo es un caso límite y no está definido por un foco y una directriz en el plano euclídeo. La excentricidad de una circunferencia se define como cero y su foco es el centro de la circunferencia, pero su directriz sólo puede tomarse como la recta al infinito en el plano proyectivo.
La excentricidad de una elipse puede verse como una medida de cuánto se desvía la elipse de ser circular.
Si el ángulo entre la superficie del cono y su eje es {\displaystyle \beta } y el ángulo entre el plano de corte y el eje es {\displaystyle \alpha ,} la excentricidad es {\displaystyle {\frac {\cos \alpha }{\cos \beta }}.}.
Una prueba de que las curvas anteriores definidas por la propiedad foco-directriz son las mismas que las obtenidas por planos que intersecan un cono se facilita mediante el uso de esferas de Dandelin.
Alternativamente, una elipse puede definirse en términos de dos focos, como el lugar geométrico de los puntos para los que la suma de las distancias a los dos focos es 2a}; mientras que una hipérbola es el lugar geométrico para el que la diferencia de distancias es 2a. (Aquí a es el semieje mayor definido a continuación). Una parábola también puede definirse en términos de su foco y su recta latus (paralela a la directriz y que pasa por el foco): es el lugar geométrico de los puntos cuya distancia al foco más o menos la distancia a la recta es igual a 2a; más si el punto está entre la directriz y la recta latus, menos en caso contrario.

## Tipos

Perspectiva de las secciones cónicas

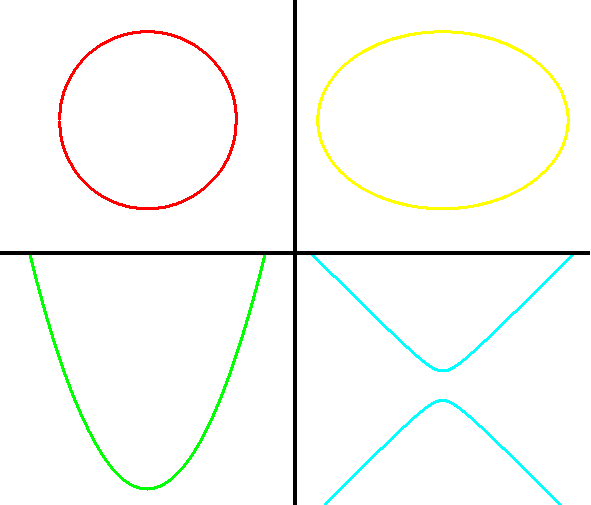
Las cuatro secciones cónicas en el plano

En función de la relación existente entre el ángulo de conicidad (α) y la inclinación del plano respecto del eje del cono (β), pueden obtenerse diferentes secciones cónicas, a saber:
- β < α : Hipérbola (naranja)
- β = α : Parábola (azul)
- β > α : Elipse (verde)
- β = 90°: Circunferencia (un caso particular de elipse) (rojo)
- β = 180° : Triangular

Si el plano pasa por el vértice del cono, se puede comprobar que:
- Cuando β > α la intersección es un único punto (el vértice).
- Cuando β = α la intersección es una recta generatriz del cono (el plano será tangente al cono).
- Cuando β < α la intersección vendrá dada por dos rectas que se cortan en el vértice.
- Cuando β = 90°, el ángulo formado por las rectas irá aumentando a medida β disminuye, cuando el plano contenga al eje del cono (β = 0).

## Ecuación general de segundo grado

### Definición
Se denomina ecuación general de segundo grado o ecuación cuadrática general en dos variables {\displaystyle x} e {\displaystyle y} a una ecuación como   dddd
{\displaystyle ax^{2}+2hxy+by^{2}+2gx+2fy+c=0\,(1)}

Partiendo de una circunferencia (e = 0), al aumentar la excentricidad se obtienen elipses, parábolas e hipérbolas.

donde a, h, b, g, f, c son constantes reales, y al menos uno de los valores a, b, h es no nulo.
La elipse, parábola, hipérbola son curvas de segundo grado por satisfacer ecuaciones de la forma (1), pero hay curvas de segundo grado que no son secciones cónicas, para el caso: dan un punto, una recta, dos rectas, ningún punto.

### Casos de la ecuación general
Para la ecuación (1), en función de los valores de los parámetros, se tendrá:
h² > ab: hipérbola
h² = ab: parábola
h² < ab: elipse
a = b y h = 0: circunferencia
a:C y Z:0: triangular
Mediante un software se pueden representar las gráficas de la ecuación general de las cónicas. A continuación se presentan los tres casos: parábola, elipse e hipérbola.
|  |  |  |

## Características

Secciones cónicas

La elipse es el lugar geométrico de los puntos del plano tales que la suma de las distancias a dos puntos fijos llamados focos es una constante positiva.
Además de los focos F y F′ con coordenadas (c;0) y (-c;0) si se encuentran sobre el eje de las abcisas respectivamente y (0;c) y (0;-c) si estos focos se encuentran sobre el eje de las coordenadas (ejes de las y) respectivamente. En una elipse se destacan los siguientes elementos:
- Centro, O
- Eje mayor, AA′ (conocido también com
- Eje menor, BB′ (llamado eje conjugado)
- Distancia focal, OF

La elipse posee la ecuación ordinaria (con centro en el origen de coordenadas): {\displaystyle {\frac {x^{2}}{a^{2}}}+{\frac {y^{2}}{b^{2}}}=1}, si por otra parte el centro de la elipse tiene coordenadas {\displaystyle (h,k)} tiene la siguiente expresión algebraica: {\displaystyle {\frac {(x-h)^{2}}{a^{2}}}+{\frac {(y-k)^{2}}{b^{2}}}=1}
La hipérbola es el lugar geométrico de los puntos del plano cuya diferencia de distancias a dos puntos fijos, llamados focos, es constante y menor que la distancia entre los focos.
Tiene dos asíntotas (rectas cuyas distancias a la curva tienden a cero cuando la curva se aleja hacia el infinito). Las hipérbolas cuyas asíntotas son perpendiculares se llaman hipérbolas equiláteras.
Además de los focos y de las asíntotas, en la hipérbola se destacan los siguientes elementos: 
- Centro, O
- Vértices, A y A
- Distancia entre los vértices
- Distancia entre los focos

La ecuación de una hipérbola horizontal con centro {\displaystyle (h,k)}, es: {\displaystyle {\frac {(x-h)^{2}}{a^{2}}}-{\frac {(y-k)^{2}}{b^{2}}}=1\,}.
A su vez, la de una hipérbola vertical es: {\displaystyle {\frac {(y-k)^{2}}{a^{2}}}-{\frac {(x-h)^{2}}{b^{2}}}=1\,}.
La parábola es el lugar geométrico de los puntos del plano que equidistan de un punto fijo llamado foco, y de una recta llamada directriz.
Además del foco (F) y de la directriz de una parábola, se destacan los siguientes elementos: 
- Eje, e
- Vértice, V
- Distancia de F a d = p

Una parábola, cuyo vértice está en el origen y su eje coincide con el de ordenadas, tiene la siguiente ecuación: {\displaystyle \ y=a{x^{2}}\,}, mientras que la ecuación general de una parábola centrada en {\displaystyle (h,k)} sobre el eje de ordenadas es {\displaystyle (y-k)=2p(x-h)^{2}\,}.

## Aplicaciones
Las curvas cónicas son importantes en astronomía: dos cuerpos masivos que interactúan según la ley de gravitación universal, sus trayectorias describen secciones cónicas si su centro de masa se considera en reposo. Si están relativamente próximas describirán elipses, si se alejan demasiado describirán hipérbolas o parábolas.
También son importantes en aerodinámica y en su aplicación industrial, ya que permiten ser repetidas por medios mecánicos con gran exactitud, logrando superficies, formas y curvas perfectas.

## Historia

### Menecmo y primeros trabajos
Se cree que la primera definición de una sección cónica fue dada por Menecmo (fallecido en el año 320 a. C.) como parte de su solución al problema de Delian (Duplicación del cubo). Su trabajo no sobrevivió, ni siquiera los nombres que utilizó para estas curvas, y solo se conoce a través de relatos secundarios. La definición utilizada en aquella época difiere de la que se utiliza comúnmente en la actualidad. Los conos se construían girando un triángulo rectángulo alrededor de uno de sus catetos, de modo que la hipotenusa genera la superficie del cono (dicha línea se denomina generatriz). Se determinaban tres tipos de conos por sus ángulos de vértice (medidos por el doble del ángulo formado por la hipotenusa y el cateto sobre el que se giraba el triángulo rectángulo). La sección cónica se determinó entonces mediante la intersección de uno de estos conos con un plano trazado perpendicularmente a una generatriz. El tipo de cónica viene determinado por el tipo de cono, es decir, por el ángulo que se forma en el vértice del cono: Si el ángulo es agudo, la cónica es una elipse; si el ángulo es recto, la cónica es una parábola; y si el ángulo es obtuso, la cónica es una hipérbola (pero solo una rama de la curva).
Se dice que Euclides (hacia el año 300 a. C.) escribió cuatro libros sobre cónicas, pero también se perdieron[28] Se sabe que Arquímedes (fallecido hacia el año 212 a. C.) estudió las cónicas, habiendo determinado el área limitada por una parábola y una cuerda en Cuadratura de la Parábola. Su principal interés se centraba en la medición de áreas y volúmenes de figuras relacionadas con las cónicas y parte de este trabajo sobrevive en su libro sobre los sólidos de revolución de las cónicas, Sobre Conoides y Esferoides

### Apolonio de Perga

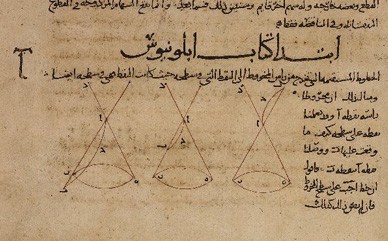
Diagrama de las cónicas de Apolonio, en una traducción árabe del.

El mayor progreso en el estudio de las cónicas por parte de los antiguos griegos se debe a Apolonio de Perga (fallecido hacia el año 190 a. C.), cuyos ocho volúmenes Secciones cónicas o Cónicas resumieron y ampliaron en gran medida los conocimientos existentes. El estudio de Apolonio de las propiedades de estas curvas permitió demostrar que cualquier plano que corte a un doble cono fijo (dos nudos), independientemente de su ángulo, producirá una cónica según la definición anterior, lo que condujo a la definición comúnmente utilizada en la actualidad. Los círculos, que no se pueden construir con el método anterior, también se pueden obtener de esta manera. Esto puede explicar por qué Apolonio consideraba los círculos como un cuarto tipo de sección cónica, una distinción que ya no se hace. Apolonio utilizó los nombres de «elipse», «parábola» e «hipérbola» para estas curvas, tomando prestada la terminología de los trabajos pitagóricos anteriores sobre áreas.
Se atribuye a Papo de Alejandría (fallecido hacia el año 350 d. C.) el haber expuesto la importancia del concepto de foco de una cónica, y el haber detallado el concepto relacionado de una directriz, incluyendo el caso de la parábola (que falta en las obras conocidas de Apolonio).

### Abū Sahl al-Qūhī
El matemático islámico Abū Sahl al-Qūhī describió por primera vez en el año 1000 un instrumento para dibujar secciones cónicas.: 30 

### Omar Jayam
La obra de Apolonio fue traducida al árabe, y gran parte de su trabajo solo sobrevive a través de la versión árabe. Los persas encontraron aplicaciones de la teoría, sobre todo el matemático y poeta persa Omar Jayam, que encontró un método geométrico para resolver ecuaciones cúbicas utilizando secciones cónicas.

### Europa
Johannes Kepler amplió la teoría de las cónicas mediante el «principio de continuidad», precursor del concepto de límite. Kepler utilizó por primera vez el término «focos» en 1604.
Girard Desargues y Blaise Pascal desarrollaron una teoría de las cónicas utilizando una forma temprana de geometría proyectiva, lo que contribuyó a impulsar el estudio de este nuevo campo. En particular, Pascal descubrió un teorema conocido como el hexagrammum mysticum del que se pueden deducir muchas otras propiedades de las cónicas.
René Descartes y Pierre Fermat aplicaron su recién descubierta geometría analítica al estudio de las cónicas. Esto tuvo el efecto de reducir los problemas geométricos de las cónicas a problemas de álgebra. Sin embargo, fue John Wallis en su tratado de 1655 Tractatus de sectionibus conicis quien definió por primera vez las secciones cónicas como instancias de ecuaciones de segundo grado. Escrito con anterioridad, pero publicado más tarde, Elementa Curvarum Linearum de Jan de Witt comienza con la construcción cinemática de Kepler de las cónicas y luego desarrolla las ecuaciones algebraicas. Esta obra, que utiliza la metodología de Fermat y la notación de Descartes, ha sido descrita como el primer libro de texto sobre el tema. De Witt inventó el vocablo: «directriz».